# Красноторовка (Калининградская область)
 Красноторовка (до 1946 года — Хайлигенкройц, нем.  Heiligenkreutz ) — посёлок Зеленоградского района Калининградской области. Административный центр Красноторовского сельского поселения. Население 452 человека (2010).

## География
Красноторовска расположена на северо-востоке Земландского полуострова в 45 км от Калининграда.

## История
Первое упоминание Хайлигенкройц относится к 1260 году. В 1362 году была построена кирха. Поселение входило в состав Пруссии, позднее Германии. С 1945 года в составе СССР. В 1946 году переименован в Красноторовку.

## Население
| 2002 | 2010 |
| ---- | ---- |
| 639  | ↘610 |

## Известные люди
- Инга Медведева — обладатель бронзовой медали в скоростном спуске на Паралимпиаде в Солт-Лейк-Сити[5].

## Достопримечательности
Руины евангелической кирхи

## Этимология названия
«Хайлигенкройц» означает по-немецки «Святой крест».